# Liste der Provinzialstraßen in der Provinz Gelderland
Die Liste der Provinzialstraßen in der Provinz Gelderland ist eine Auflistung der Provinzialstraßen (niederländisch provinciale wegen) in der niederländischen Provinz Gelderland.
Die Provinzialstraßen tragen eine N-Nummer. Es gibt aber auch nicht gekennzeichnete Provinzialstraßen. Bei den mit einer N-Nummer versehenen Provinzialstraßen werden zwei Klassen unterschieden. Die Provinzialstraßen erster Ordnung tragen in Gelderland dreistellige N-Nummern, die mit der Ziffer 2 oder 3 beginnen, diejenigen zweiter Ordnung beginnen in Gelderland mit der Ziffer 7 oder 8.
Die erlaubte Höchstgeschwindigkeit beträgt innerhalb geschlossener Ortschaften 50 km/h. Außerhalb geschlossener Ortschaften beträgt sie in der Regel 80 km/h.

## Provinzialstraßen erster Ordnung
Der Straßenverlauf wird in der Regel von Nord nach Süd und von West nach Ost angegeben.
| Nr.   | Verlauf |
| ----- | --- |
| N 224 | (N 224 in der Provinz Utrecht) – Provinzgrenze – Scherpenzeel – N 802 – Provinzgrenze – (N 224 in der Provinz Utrecht) – Provinzgrenze – De Klomp – – Ede – N 304 – – N 783 – N 310 – N 784 in Arnhem                                                           |
| N 225 | (N 225 in der Provinz Utrecht) – Provinzgrenze – Wageningen – N 781 – Renkum – – N 782 – N 783 – Oosterbeek – /N 325 |
| N 229 | (N 229 in der Provinz Utrecht) – Provinzgrenze – Fähre über der Nederrijn – Rijswijk – N 320 |
| N 233 | – Provinzgrenze – (N 233 in der Provinz Utrecht) – Provinzgrenze – N 320 – Lede en Oudewaard – N 320 – Kesteren – in Ochten |
| N 271 | in Heumen – Malden – N 844 – Provinzgrenze – (N 271 in der Provinz Limburg) |
| N 301 | (N 301 in der Provinz Flevoland) – Provinzgrenze – – N 798 – Nijkerk – N 806 – Driedorp – / |
| N 302 | (N 302 in der Provinz Flevoland) – Provinzgrenze – Harderwijk – – N 796 – N 310 – Meerveld – Nieuw-Milligen – N 344 – |
| N 303 | in Harderwijk – Ermelo – N 796 – N 798 – Putten – N 797 – Voorthuizen – N 344 – |
| N 304 | N 345 in Apeldoorn – N 788 – – Hoenderloo – N 804 – N 310 – Otterlo – N 801 – Roek – Driesprong – N 224 in Ede |
| N 308 | N 309 in Elburg – Oldebroek – N 763 – Duivedans – |
| N 309 | (N 309 in der Provinz Flevoland) – Provinzgrenze – Elburg – N 310 – N 308 – ’t Harde – – N 795 – Epe – N 794 – |
| N 310 | N 309 in Elburg – Doornspijk – Nunspeet – – Elspeet – Uddel – N 302 – Garderen – N 797 – N 344 – N 800 – – Harskamp – N 304 – Otterlo – Oud-Reemst – N 311 – N 224                                                                                              |
| N 311 | N 310 – N 803 – N 804 – |
| N 312 | N 346 in Lochem – Barchem – N 821 – Ruurlo – N 315 – N 319 – Zieuwent – – Lichtenvoorde – N 313 – N 318/N 319 in Winterswijk |
| N 313 | – Lichtenvoorde – N 312 – Hollenberg – N 318 – Aalten – Staatsgrenze – (L 602 in Nordrhein-Westfalen, Deutschland) |
| N 314 | N 346 – N 319 – Zutphen – N 348 – Baak – Toldijk – Hummelo – N 814 – N 330 – N 317 |
| N 315 | (N 315 in der Provinz Overijssel) – Provinzgrenze – N 823 – Neede – N 825 – Borculo – N 822 – Dijkhoek – Brinkmanshoek – Ruurlo – N 319 – N 312 – N 319 – Veldhoek – Zelhem – N 330 – Wassinkbrink – N 317 in Doetinchem                                        |
| N 316 | N 319 in Vorden – Noordink – Hengelo – Keijlenborg – Osterwijk – Velswijk – N 330 – Winkelshiek – N 317 – Doetinchem – – Braamt – N 335 – Zeddam – ’s-Heerenberg – N 827                                                                                        |
| N 317 | /N 348 – Doesburg – N 338 – Drempt – Laag-Keppel – N 814 – N 314 – Langerak – Doetinchem – N 316 – 315 – – Etten – N 335 – N 818 – N 817 – Ulft – Bontebrug – Breedenbroek – Dinxperlo – Staatsgrenze – (K 2 im Kreis Borken, Nordrhein-Westfalen, Deutschland) |
| N 318 | in Varsseveld – N 818 – Aalten – N 313 – Bredevoort – Miste – N 312/N 319 in Winterswijk |
| N 319 | N 314 in Zutphen – N 316 – Vorden – Kranenburg – Medler – N 315 – N 312 – Ruurlo – Groenlo – Winterswijk – N 312 – N 318 – Brinkheurne – Kotten – Staatsgrenze – (L 558 in Nordrhein-Westfalen, Deutschland)                                                    |
| N 320 | – Culemborg – N 833 – Beusichem – Zoelmond – N 229 – Maurik – N 835 – Ommeren – Lienden – N 233 – Kesteren-Nord – N 233 |
| N 322 | (N 322 in der Provinz Noord-Brabant) – Provinzgrenze – Poederoijen – Brakel – Zuilichem – Gameren – – N 831 – Sint Andries – Heerewaarden – Dreumel – Wamel – N 323 – Beneden-Leeuwen – N 329 – /                                                               |
| N 323 | in Echteld – N 322 in Beneden-Leeuwen |
| N 324 | N 326 in Nijmegen – Wijchen – Alvema – N 845 – Nederasselt – N 846 – Provinzgrenze – (N 324 in der Provinz Noord-Brabant) |
| N 325 | / in Arnhem – N 839 – N 225 – … weiterer Verlauf als … – Lent – Nijmegen – N 326 – Ubbergen – N 841 – Beek – Staatsgrenze – ( in Deutschland) |
| N 326 | – Nijmegen – N 324 – N 844 – N 325 |
| N 327 | (N 327 in Provinz Utrecht) – Provinzgrenze – Rhenoy – – Geldermalsen – N 833 – – Wadenoijen |
| N 329 | N 322 – Den Heppert – Appeltern – Maasfähre – Provinzgrenze in der Mitte der Maas – (N 329 in der Provinz Noord-Brabant) |
| N 330 | N 814 in Hummelo – N 314 – Wittebrink – N 316 – Winkelshiek – N 315 – Zelhem – Halle – in Varsseveld |
| N 332 | (N 332 in der Provinz Overijssel) – Provinzgrenze - Laren – N 339 – Exel-Tol – N 346 in Lochem |
| N 336 | N 338 in Bingerden – Zweekhorst – – Zevenaar – N 810 – Babberich – N 812 – Staatsgrenze – ( in Deutschland) |
| N 338 | Westervoort – – Nieuwgraaf – Lathum – Giesbeek – N 336 – Bingerden – Angerlo – Provinzgrenze – (N 338 in der Provinz Overijssel) – Provinzgrenze – N 317 in Doesburg                                                                                            |
| N 339 | N 348 – Epse – Harfsen – N 826 – N 332 in Laren |
| N 344 | N 303 in Voorthuizen – N 310 – Nieuw-Milligen – N 302 – N 788 – Apeldoorn – N 345 – Teuge – Twello – N 792 – N 790 – Steenenkamer – Provinzgrenze – (N 344 in der Provinz Overijssel)                                                                           |
| N 345 | N 344 in Apeldoorn – N 304 – – – N 789 – Gietelo – N 790 – Voorst – Empe – Zutphen – N 348 |
| N 346 | N 348 in Zutphen – N 314 – Warken – Lochem – N 332 – N 312 – Provinzgrenze – (N 346 in der Provinz Overijssel) |
| N 348 | (N 348 in der Provinz Overijssel) – Provinzgrenze – N 339 – Gorssel – Quatre Bras – Eefde – Zutphen – N 346 – N 314 – N 345 – N 787 – Brummen – Leuvenheim – Spankeren – N 786 – Dieren – /N 317                                                                |

## Provinzialstraßen zweiter Ordnung
Der Straßenverlauf wird in der Regel von Nord nach Süd und von West nach Ost angegeben.
| Nr.   | Verlauf |
| ----- | --- |
| N 740 | (N 740 in der Provinz Overijssel) – Provinzgrenze – N 824                                                                                   |
| N 763 | (N 763 in der Provinz Overijssel) – Provinzgrenze – N 308 in Duivedans                                                                      |
| N 781 | in Ede – Bennekom – N 782 – N 225 in Wageningen                                                                                             |
| N 782 | N 781 in Bennekom – Renkum – N 225 |
| N 783 | N 224 – Wolfheze – N 225 |
| N 784 | /N 311 – – – N 785 – N 224 in Arnhem |
| N 785 | N 803 in Arnhem – N 784 – Rozendaal – Velp –                                                                                                |
| N 786 | N 788 in Beekbergen – Loenen – N 789 – Eerbeek – Laag-Soeren – N 348 in Dieren                                                              |
| N 787 | Eerbeek – Brummen – Rhienderen – N 345/N 348                                                                                                |
| N 788 | Apeldoorn-West – N 304 – Beekbergen – N 386 –                                                                                               |
| N 789 | N 345 – Klarenbeek – N 786 in Loenen |
| N 790 | N 344 in Steenenkamer – Wilp – Bussloo – N 345 in Gietelo                                                                                   |
| N 791 | – N 790 in Wilp |
| N 792 | in Vassen – Terwolde – N 344 in Twello |
| N 794 | (N 794 in der Provinz Overijssel) – Provinzgrenze – Hattem – Wapenveld – Heerde – – N 309 in Epe                                            |
| N 795 | N 310 in Nunspeet – – N 309 |
| N 796 | N 303 in Ermelo – N 302 |
| N 797 | N 303 in Putten – Koudhoorn – N 310 in Garderen                                                                                             |
| N 798 | N 303 in Putten – N 301 in Nijkerk |
| N 800 | N 801/N 802 in Barneveld – Kootwijkerbroek – Stroe – N 310                                                                                  |
| N 801 | N 800/N 802 in Barneveld – Wekerom – Eschoten – N 304 in Otterlo                                                                            |
| N 802 | N 800/N 801 in Barneveld – N 805 – – N 224 in Scherpenzeel                                                                                  |
| N 803 | N 311 – N 785 in Arnhem |
| N 804 | N 304 in Hoenderloo – Hoog-Baarlo – Deelen – N 311                                                                                          |
| N 805 | /N 303 – N 802 in Barneveld |
| N 806 | (N 806 in der Provinz Utrecht) – Provinzgrenze – N 301 in Nijkerk                                                                           |
| N 810 | – Duiven – N 336 in Zevenaar |
| N 811 | N 336 in Babberich – Herwen – Lobith – Staatsgrenze – (zur in Deutschland)                                                                  |
| N 812 | N 336 in Babberich – – N 335 |
| N 813 | /N 336 in Zevenaar – Didam – Wehl – N 814 – N 815 – N 316 in Doetinchem                                                                     |
| N 814 | N 314 in Hummelo – N 330 – Laag-Keppel – N 317 – N 813 in Wehl                                                                              |
| N 815 | N 813 in Wehl – – Kilder – Zeddam – N 316                                                                                                   |
| N 816 | N 316 in ’s-Heerenberg – N 827 – Veldhunten – N 817 in Ulft                                                                                 |
| N 817 | N 317 in IJsselhunten – N 816 – Ulft – Gendringen                                                                                           |
| N 818 | N 317/N 335 in Etten – Terborg – N 318 in Varsseveld                                                                                        |
| N 819 | Dinxperlo – Aalten |
| N 820 | Winterswijk – Staatsgrenze – (K 24 im Kreis Borken, Nordrhein-Westfalen, Deutschland)                                                       |
| N 821 | N 312 in Barchem – Borculo |
| N 822 | N 315 in Borculo – Waterhoek – Haarlo – in Eibergen                                                                                         |
| N 823 | N 315 in Neede – |
| N 824 | (N 824 in der Provinz Overijssel) – Provinzgrenze – N 740 – Lochhuizen – N 315 in Neede                                                     |
| N 825 | N 346 – N 315 in Borculo |
| N 826 | N 348 in Zutphen – N 339 in Laren |
| N 827 | ( in Deutschland) – Staatsgrenze – ’s-Heerenberg – N 316 – N 816 in ’s-Heerenberg                                                           |
| N 830 | (N 830 in Provinz Zuid-Holland) – Provinzgrenze – Vuren – Herwijnen – Hellouw – Haaften – Tuil – Waardenburg – – in Meteren                 |
| N 831 | (N 831 in der Provinz Noord-Brabant) – Provinzgrenze – Bern – N 832 – Ammerzoden – Hedel – – Velddriel – N 322                              |
| N 832 | N 322 in Gameren – Kerkwijk – N 831 in Ammerzoden                                                                                           |
| N 833 | N 320 in Culemborg – Buurmalsen – N 327 in Geldermalsen                                                                                     |
| N 834 | N 320 in Zoelmond – Asch – Buren – Kerk-Avezaath bei Buren – Kapel-Avezaath bei Buren – – Bergakker – Kerk-Avezaath-Ost – Tiel –            |
| N 835 | N 320 – in Tiel |
| N 836 | Fähre nach Wageningen – N 837 – Indoornik – Zetten – – Herveld – Valburg – Elst                                                             |
| N 837 | N 836 in Indoornik – Randwijk – Heteren – – Schuytgraaf                                                                                     |
| N 838 | N 839 in Huissen – Angeren – N 839 in Gendt                                                                                                 |
| N 839 | N 838 in Huissen – – Bemmel – Haalderen – Zandheuvel – Zandvoort – N 838 in Gendt                                                           |
| N 840 | N 325 in Beek – Wercheren – Leuth – Haukus – Millingen aan de Rhijn – Staatsgrenze – (K 3 im Kreis Kleve, Nordrhein-Westfalen, Deutschland) |
| N 841 | N 325 in Beek – Berg en Dal – N 842 in Groesbeek                                                                                            |
| N 842 | N 844 in Nijmegen – Heilig Landstichting – N 843 in Groesbeek                                                                               |
| N 843 | N 842 in Groesbeek – Breedeweg – Provinzgrenze – (N 843 in der Provinz Limburg)                                                             |
| N 844 | N 326 in Nijmegen – N 842 – Malden – N 271                                                                                                  |
| N 845 | in Wijchen – N 324 in Nederasselt |
| N 846 | N 324 in Nederasselt – Overasselt – /N 271 in Heumen                                                                                        |
| N 847 | Beuningen – Wijchen |
| N 848 | (N 848 in Provinz Utrecht) – Provinzgrenze – in Lingewaal                                                                                   |